# Музеї Київської області

## Баришівський район
| Назва                                   | Місцезнаходження              | Короткий опис | Зображення |
| --------------------------------------- | ----------------------------- | ------------- | ---------- |
| Баришівський історико-краєзнавчий музей | Баришівка, вул. Добра, 29а    |               |            |
| Баришівський музей Т. Г. Шевченка       | Баришівка, вул. Центральна, 5 |               |            |

## Березань
| Назва                          | Місцезнаходження                         | Короткий опис                                                                      | Зображення |
| ------------------------------ | ---------------------------------------- | ---------------------------------------------------------------------------------- | ---------- |
| Березанський краєзнавчий музей | Березань, вул. Героїв Небесної Сотні, 22 | Експозиція музею розповідає про історію міста з найдавніших часів і до сьогодення. |            |

## Біла Церква
| Назва                             | Місцезнаходження            | Короткий опис | Зображення |
| --------------------------------- | --------------------------- | --- | ---------- |
| Білоцерківський краєзнавчий музей | Біла Церква, пл. Соборна, 4 | Експозиція базується на матералах, зібраних по районах південної Київщини. Нині колекція нараховує понад 72 тисячі предметів. Серед найцінніших предметів археологічної збірки є скіфський мечакінак, унікальний черняхівський світильник зі зображенням обличчя людини, руські жіночі прикраси, зброя, писала, гирька тощо. Найціннішими реліквіями козацької доби є прапор козацької сотні, булава, бунчук, літавра та зброя. |            |

## Богуславський район
| Назва                                | Місцезнаходження             | Короткий опис | Зображення |
| ------------------------------------ | ---------------------------- | ------------- | ---------- |
| Державний музей історії Богуславщини | Богуслав, вул. Шевченка, 36. |               |            |

## Бориспіль
| Назва                                     | Місцезнаходження                   | Короткий опис | Зображення |
| ----------------------------------------- | ---------------------------------- | ------------- | ---------- |
| Бориспільський державний історичний музей | Бориспіль, вул. Київський шлях, 89 |               |            |

## Бориспільський район
| Назва                         | Місцезнаходження | Короткий опис | Зображення |
| ----------------------------- | ---------------- | ------------- | ---------- |
| Іванківський історичний музей | Іванків          |               |            |

## Бровари
| Назва                         | Місцезнаходження           | Короткий опис                                                                       | Зображення |
| ----------------------------- | -------------------------- | ----------------------------------------------------------------------------------- | ---------- |
| Броварський краєзнавчий музей | Бровари, вул. Гагаріна, 6. | Місцеве зібрання матеріалів і предметів з історії та культури Лівобережжя Київщини. |            |

## Васильківський район
| Назва                                                          | Місцезнаходження | Короткий опис | Зображення |
| -------------------------------------------------------------- | ---------------- | --- | ---------- |
| Мар'янівський меморіальний музей Івана Семеновича Козловського | Мар'янівка       | Музей має 2,5 гектари землі, парк з перехрестям алей. В експозиціях – фотографії, особисті речі, кіно матеріали, грамплатівки І. С. Козловського. |            |

## Вишгородський район
| Назва                                                  | Місцезнаходження             | Короткий опис                                                                                              | Зображення |
| ------------------------------------------------------ | ---------------------------- | --- | ---------- |
| Державний музей-заповідник «Битва за Київ у 1943 році» | Нові Петрівці, вул. Ватутіна | Експозиція музею присвячена битві за Київ у 1943-му році.                                                  |            |
| Музей слідопитів                                       | Нові Петрівці,               | Перший в Україні приватний музей історії Другої світової війни.                                            |            |
| Хутір Савки                                            | Нові Петрівці,               | Етнографічний музей музей просто неба. Основна тема діяльності музею — сільське життя XVIII — XIX століть. |            |

## Іванківський район
| Назва                                   | Місцезнаходження           | Короткий опис | Зображення |
| --------------------------------------- | -------------------------- | ------------- | ---------- |
| Іванківський історико-краєзнавчий музей | Іванків, вул. Шевченка, 14 |               |            |

## Ірпінь
| Назва                        | Місцезнаходження           | Короткий опис                                                                                   | Зображення |
| ---------------------------- | -------------------------- | ----------------------------------------------------------------------------------------------- | ---------- |
| Музей Григорія Кочура        | Ірпінь                     | У музеї зберігаються особисті речі Григорія Кочура, його бібліотека, книжки, присвячені Кочуру. |            |
| Ірпінський краєзнавчий музей | Ірпінь, вул. Шевченка, 183 |                                                                                                 |            |

## Кагарлицький район
| Назва                                             | Місцезнаходження                | Короткий опис | Зображення |
| ------------------------------------------------- | ------------------------------- | ------------- | ---------- |
| Державний музей-меморіал «Букринський плацдарм»   | Балико-Щучинка                  |               |            |
| Кагарлицький державний історико-краєзнавчий музей | Кагарлик, вул. Кооперативна, 2. |               |            |
| Краєзнавчий музей села Гребені                    | Гребені                         |               |            |
| Мирівський історичний музей                       | Мирівка                         |               |            |
| Музей бойової і трудової слави села Слобода       | Слобода                         |               |            |

## Києво-Святошинський район
| Назва | Місцезнаходження | Короткий опис | Зображення |  |

## Макарівський район
| Назва                                   | Місцезнаходження                   | Короткий опис | Зображення |
| --------------------------------------- | ---------------------------------- | ------------- | ---------- |
| Макарівський історико-краєзнавчий музей | Макарів, вул. Б. Хмельницького, 23 |               |            |
| Бишівський історико-краєзнавчий музей   | Бишів, вул. Шкільна, 10            |               |            |

## Миронівський район
| Назва                           | Місцезнаходження               | Короткий опис | Зображення |
| ------------------------------- | ------------------------------ | ------------- | ---------- |
| Краєзнавчий музей села Маслівка | Маслівка                       |               |            |
| Миронівський краєзнавчий музей  | Миронівка, вул. Соборності, 60 |               |            |

## Обухівський район
| Назва                                                    | Місцезнаходження                          | Короткий опис | Зображення |
| -------------------------------------------------------- | ----------------------------------------- | --- | ---------- |
| Обухівський районний історико-краєзнавчий музей          | Обухів, вул. Київська, 14 (3-й поверх)    | Робоча площа музею — 570 м², краєзнавчі експозиції розгорнуто в 11-ти експозиційних залах. |            |
| Музей А. С. Малишка                                      | Обухів, вул. А. Малишка, 48               | Музей Андрія Самійловича Малишка. Відділення Обласного археологічного музею. |            |
| Музей-кімната Григорія Косинки                           | Обухів                                    | |            |
| Історико-археологічний музей «Прадавня Аратта — Україна» | Трипілля, вул. Риболовецька, 1            | Приватний історико-археологічний музей. |            |
| Київський обласний археологічний музей                   | с. Трипілля, вул. Героїв Трипілля, 12     | В музеї є чотири експозиційні зали: 1 зал — кам'яна доба, епоха бронзи, рання залізна доба; 2 зал — доба ранніх слов'ян, Київська Русь, пізнє середньовіччя; 3 зал — історична геологія, розгорнута експозиція по Трипільській культурі; 4 зал — етнографія Трипільщини та Київщини. |            |
| Музей козаччини та бойової слави                         | Германівка, вул. Богдана Хмельницького,16 | Відділення Обласного археологічного музею. |            |
| Музей освіти                                             | Германівка                                | |            |
| Музей А.Б. Солов'яненка                                  | смт. Козин, вул. Анатолія Солов'яненка 64 | Музей А.Б. Солов'яненка |            |
| Археолого-краєзнавчий музей у с. Копачів                 | Копачів, вул. Леніна,23-а                 | |            |
| Музей Вікентія Хвойки                                    | Халеп'я, вул. Беркутова 11-а              | Музей Вікентія Хвойки |            |

## Переяслав
Національного історико-етнографічного заповідника «Переяслав»:
| Назва                                                           | Місцезнаходження                        | Короткий опис | Зображення |
| --------------------------------------------------------------- | --------------------------------------- | --- | ---------- |
| Музей Заповіту Т. Г. Шевченка                                   | Переяслав, вул.Шевченка, 8              | Музей розташований в приміщенні-пам'ятці архітектури 1820 року, будинку друга Т. Г. Шевченка лікаря А. Й. Козачковського. В 12 залах музею показана історія Переяславщини від XVI ст. до наших днів. Створений в 1954 році, музей значно розширився і його фонди нараховують приблизно 12-ти тисяч експонатів. |            |
| Археологічний музей                                             | Переяслав, вул.Шевченка, 17             | Павільйон споруджений над фундаментом Спаської церкви-усипальниці Х ст. В експозиції представлені унікальні речі, знайдені під час розкопок. Серед них — Добраничівські стоянки (XXV—X тис. до н. е.), поселення бронзового століття поблизу с. Козинці. Різноманітні прикраси, зброя, унікальна колекція посуду періоду Трипільської культури. |            |
| Музей-діорама «Битва за Дніпро в районі Переяслава восени 1943» | Переяслав, вул.Сковороди, 54            | У центрі міста в приміщенні Вознесенського собору (1695—1700 р.) розміщена музей-діорама. Музей було відкрито в 1975 році на честь 30-річчя перемоги над Третім Райхом у Другій світовій війні. На художньому полотні, довжиною 28 і висотою 7 метрів зображений момент масової переправи радянських військ через Дніпро на Букринському плацдармі в районі Переяслава. Всі роботи зі створення цієї діорами зайняли в художників майже 5 років. У підвалі Вознесенського собору розміщений Мавзолей вічної слави, де на стінах увічнені імена переяславців, які загинули на фронтах ДСВ. Музей є величним пам'ятником всім тим, хто загинув звільняючи Переяславщину. |            |
| Меморіальний музей Г. С. Сковороди                              | Переяслав, вул.Сковороди, 52            | Поруч із величним Вознесенським собором (1695—1700 р.) перебуває будинок колишнього колегіуму — пам'ятка архітектури XVIII сторіччя, побудований у стилі українського бароко. Тут в 1753 році читав лекції з поетики видатний український філософ-гуманіст, просвітитель і поет Григорій Савович Сковорода. У первісному виді відтворена обстановка вестибюля й бібліотеки колегіуму, класу поетики. |            |
| Музей українського народного одягу Середнього Придніпров'я      | Переяслав, вул.М.Сікорського, 33        | У центрі древнього Переяслава перебуває унікальне спорудження — Михайлівська церква (1946 р.), що була побудована переяславським полковником Ф. Лебедой в стилі українського бароко, на фундаменті Михайлівського собору (1089 р.). В 1959 році в приміщенні церкви був відкритий музей українського народного одягу Середнього Придніпров'я кінця XIX — поч. XX ст., а також представлена колекція полтавських і київських килимів. Експонується колекція чоловічого й жіночого одягу різних верств населення України на всі пори року. |            |
| Музей архітектури Переяслава часів Київської Русі               | Переяслав, вул. М.Сікорського, 33       | Музей відкритий у травні 1982 року до святкування 1500-річчя Києва. Переяславська архітектурна школа залишила нам прекрасні зразки давньоруської архітектури, які, на жаль, не збереглися в цілому виді до наших днів. Павільйон розміщений на фундаменті Михайлівського собору. У павільйоні показані матеріали розкопок, креслення, реконструкції археологічних пам'яток переяславської архітектури XI—XII ст. |            |
| Меморіальний музей архітектора В. Г. Заболотного                | Переяслав, вул. Мазепи, 9               | У центрі міста на перехресті вулиць І. Мазепи й Т. Шевченка перебуває садиба, що належала сім'ї видатного архітектора Володимира Гнатовича Заболотнього (1898—1962 р.). На сьогоднішній день у шести кімнатах будинку на 945 м² експозиційної площі розміщено приблизно 1500 експонатів основного фонду, які розкривають внутрішній світ архітектора. У музеї експонуються проекти, макети його робіт (у тому числі макет будинку Верховної Ради України), меблі, книги, побутові речі. |            |
| Музей кобзарства                                                | Переяслав, вул. Б. Хмельницького, 20    | У центрі міста, у будинку 1903 року знаходиться музей кобзарського мистецтва, що відкрився в дні святкування 175-ї річниці від дня народження геніального Кобзаря українського народу Т. Г. Шевченка в 1984 р. У приміщенні музею експонуються портрети відомих кобзарів України, музичні інструменти (XI—XVIII ст.), книги, речі побуту. |            |
| Музей трипільської культури                                     | Переяслав, вул.Шевченка, 10             | Музей розповідає про Трипільську культуру — найдавнішу культуру землеробів Східної Європи, що існувала наприкінці V — середині III тисячоліття до н. е. Експозицію музею складають археологічні знахідки на місці трипільських поселень в нижній течії Трубіжа. Тут можна побачити керамічний посуд, прикраси, глиняні фігурки, знаряддя праці. |            |
| Переяславський музей історії міліції Київщини                   | Переяслав, вул.Магдебурзького права, 22 | |            |
| Музей народної архітектури та побуту Середньої Наддніпрянщини   | Переяслав, вул.Літописна, 2             | Дійсною перлиною заповідника є Музей народної архітектури й побуту Середнього Придніпров'я, що почав створюватися на Татарській горі в 1964 році. Територія відповідає умовам, при яких виникали поселення, як у давні епохи, так і в пізніший час. Музей має такі розділи: українське дореволюційне село Середнього Придніпров'я, ремесла й промисли українського післяреформеного села, вітряні млини й розділ найдавніших часів, що є характерною рисою нашого музею. На території 30 гектарів розташований 185 об'єктів, з них 104 пам'ятки народної архітектури XVII—XIX ст., у тому числі 20 тисяч творів народного мистецтва, знарядь роботи, речей побуту, зібраних у лісостеповій зоні України. Музей є важливою культурно-освітньою установою, що допомагає оцінити культурну спадщину минулого. |            |
| Музей історії української православної церкви                   | Переяслав, вул.Літописна, 2             | а території музею народної архітектури й побуту в унікальній пам'ятці дерев'яного мистецтва (Сухоярскій церкві) 1775 року, перевезеної до заповідника із села Сухий Яр Білоцерківського району Київської області, перебуває Музей історії Української православної церкви. Тут експонується добірка матеріалів, пов'язаних з життям Ісуса Христа, Богородиці, інших святих. У вітринах розміщені релігійна література, стародруки, на стіні висять ікони 12-ти найголовніших свят — Різдво, Водохрещення, Великдень, Вознесіння та інші. |            |
| Музей історії бджільництва Середньої Наддніпрянщини             | Переяслав, вул.Літописна, 2             | У будинку кінця XIX ст., перевезеного із села Помоклі Бориспільського району, перебуває «Музей історії бджільництва». У вітринах експонується посуд періоду Київської Русі для збереження меду, показані виготовлення штучної борті, дуплянку кінця XVIII ст. У центрі будинку є дуплянка на дві бджолині родини, які підвішували на висоту 8-10 метрів за допомогою спеціального колеса. Також в експозиції перебувають дві медогонки XIX ст., інструменти, верстат, побутові речі та ін. |            |
| Музей українського рушника                                      | Переяслав, вул.Літописна, 2             | На території музею просто неба, в унікальній пам'ятці архітектурного зодчества XVII ст. (1651 року), перевезеної до нас із села Пищики Білоцерківського району Київської області, була створена експозиція музею українського рушника і в 1995 році музей відкрився для відвідувачів. У музеї представлено 300 рушників різних регіонів (Київської, Полтавської, Чернігівської, Черкаської областей, район Полісся) |            |
| Музей українських обрядів                                       | Переяслав, вул.Літописна, 2             | Експозиція складається із чотирьох кімнат, що розповідають про традиції, звичаї, обряди від давнього часу до наших днів. Перший зал має експонати, які свідчать про звичаї наших пращурів у дохристиянський період. У наступних залах розповідається про побутові свята й традиції, пов'язаних з ними. Це весілля, народження дитини, толока, обряди поховання. В останньому залі можна ознайомитися із сучасними українськими обрядами й звичаями. |            |
| Меморіальний музей класика єврейської літератури Шолом-Алейхема | Переяслав, вул.Літописна, 2             | Музей відкрито в 1978 році на честь 120-річчя із дня народження письменника. |            |
| Музей космосу                                                   | Переяслав, вул.Літописна, 2             | Музей був створений в 1979 році, з ініціативи академіка А. Ю. Ішлинського й д.т. н. С. В. Малашенка, працівників історико-культурного заповідника, за допомогою АН СРСР, АН УРСР і центра підготовки космонавтів ім. Ю. О. Гагаріна. Унікальними експонатами музею є макет автоматичного апарата «Місяцехід-1», крісло-ложемент із космічного корабля «Союз», супутниковий апарат, скафандр і парашут космонавта Ю. О. Гагаріна, комплекс обчислювальної техніки «Мінськ-1», діючий макет космодрому «Байконур». А також прилади, які використовувалися в космічних апаратах, на орбітальної станції «Салют» і багато чого ін. |            |
| Музей М. М. Бенардоса                                           | Переяслав, вул.Літописна, 2             | В 1981 році за рішенням ЮНЕСКО увесь світ святкував 100-річчя одного з найбільших відкриттів XIX ст. — електричного дугового зварювання металів. На честь цієї знаменної дати, за участю й за допомогою Інституту електрозварювання ім. Е. О. Патона, у нашому місті, у будинку, привезеному із с. Вороньків Бориспільського р-ну, був відкритий музей автора цього відкриття М. М. Бенардоса, що часто відвідував наш край. Музей має 5-ь кімнат: робочий кабінет, вітальня, майстерні, лабораторія, виставочний зал і передпокій. Один зал музею присвячений родині Патонов — видатних українських учених у галузі електрозварювання. |            |
| Музей хліба                                                     | Переяслав, вул.Літописна, 2             | В 1984 році на території музею просто неба був відкритий Музей хліба. У цьому музеї показаний розвиток землеробства й технологію випічки хліба від найдавніших часів до наших днів. До музейного комплексу, входить площадка, на якій розміщено техніку для збору хліба, будинок-пекарня, зернові комори, вітряні й парові млини. У музеї більше 3500 експонатів. Експонується унікальна колекція реліктової пшениці, що вирощувалася в древні часи, кам'яний, глиняний, а також унікальний керамічний посуд часів Трипільської культури. |            |
| Музей народного сухопутного транспорту Середньої Наддніпрянщини | Переяслав, вул.Літописна, 2             | У павільйоні, що має 430 кв. м. експозиційної площі, в 1993 році був відкритий музей народного сухопутного транспорту, у фондах якого зберігається 1400 експонатів. У музеї зібрана унікальна колекція транспортних засобів, єдина в Україні. Колекція починається з розділу архаїчних часів, де представлені засоби пересування періоду Трипільської культури, скіфів і кочівників XI—XIII ст. Далі експонується санний і транспорт на колесах, літній і зимовий, який у свою чергу розділяється на: господарський, промисловий (кінний і на волах), виїзний і пасажирський. Також демонструються збруя, типи упряжі, ручний транспорт. |            |
| Музей «Поштова станція»                                         | Переяслав, вул.Літописна, 2             | Експозиція музею створена в приміщенні поштової станції, що перебуває в місті Переяславі на перехресті вулиць Старокиївської й Михайла Сікорського. Перенесено й установлена на поштовому тракті XIX ст. Київ-Полтава. Поштова станція в 1993 році була відкрита для відвідувачів заповідника. У кімнаті, де жила родина станційного доглядача, і в кімнаті для подорожуючих відтворено за архівними даними інтер'єр того часу. Також експонуються карти-схеми поштових трактів, карта Полтавської губернії, у яку входить Переяслав. |            |
| Музей лікарських рослин                                         | Переяслав, вул.Літописна, 2             | В першій залі музею створено куточок знахаря. В другій експозиційній залі демонструється гербарій з 100 видами рослин. Зі зворотної сторони розміщені вітрини з наборами лікарських рослин, настійки, виготовлені яготинським фітоцентром «Здоров'я», директором якого є В. В. Радак. Третя зала тимчасово використовується як робочий цех, де проводиться черенкування, перевалка, вигонка та вирощування розсади. В ньому також ростуть багаторічні пальми, монстери, ампельні та квітучі рослини. Перед фасадом музею та на нижній терасі знаходяться фітоплантації лікарських рослин різних видів. |            |
| Музей пам'яті Поліського району                                 | Переяслав, вул.Літописна, 2             | Музей, що присвячений історії розвитку селища міського типу Поліське Поліського району з часу його заснування у 1415 р. до аварії на Чорнобильській АЕС і аж до виселення жителів у 1999 році. |            |
| Музей декоративно-ужиткового мистецтва Київщини                 | Переяслав, вул.Літописна, 2             | Цей музей розміщений у будинку дрібного дворянина кінця XIX століття, привезеного в 1973—1974 р. із села Старовичі Іванківського району Київської області. У п'яти залах експонуються роботи відомих народних майстрів, що брали участь у республіканських виставках 1970—1971 рр. Тут представлені вироби з дерева, вишивка, гончарство, декоративні вази, іграшки, посуд, господарські вироби, вироби з гутного скла, порцеляна й ін. |            |

## Переяслав-Хмельницький район
| Назва                                                     | Місцезнаходження | Короткий опис                              | Зображення |
| --------------------------------------------------------- | ---------------- | ------------------------------------------ | ---------- |
| Історико-краєзнавчий музей Переяслав-Хмельницького району | Соснова          | Відділення Обласного археологічного музею. |            |

## Ржищів
| Назва | Місцезнаходження                  | Короткий опис | Зображення |
| --- | --------------------------------- | --- | ---------- |
| Ржищівський державний музей образотворчого та декоративно-ужиткового мистецтва ім. Івана-Валентина Задорожнього | Ржищів, вул. Соборна, 48.         | |            |
| КЗ КОР "Ржищівський археолого - краєзнавчий музей" [Архівовано 3 серпня 2021 у Wayback Machine.]                | Ржищів, вул. Адмірала Петренка, 4 | Археолого - краєзнавчий музей в Ржищеві - сучасна пам’ятка з надзвичайними артефактами в експозиції музею, що були знайдені на території міста археологами під час розкопок. На базі музею щорічно проводяться науково-освітні семінари, конференції, етнографічні, театралізовані дійства присвячені подіям історії та сучасності. Традиційними є тематичні вечори, зустрічі з відомими людьми, колективами. У виставковому залі музею організовуються художні виставки, виставки декоративно - вжиткового мистецтва та народних майстрів. Останні роки поспіль, починаючи з 2013 року, музей є співорганізатором пленерів молодих художників, результатом яких стало створення більше ста картин. |            |

## Сквирський район
| Назва                                                | Місцезнаходження                  | Короткий опис | Зображення |
| ---------------------------------------------------- | --------------------------------- | ------------- | ---------- |
| Шамраївський краєзнавчий музей імені А. Я. Зарудного | Шамраївка                         |               |            |
| Сквирський краєзнавчий музей                         | Сквира, площа Героїв Сквирщини, 1 |               |            |

## Славутич
| Назва                                                  | Місцезнаходження | Короткий опис | Зображення |
| ------------------------------------------------------ | ---------------- | ------------- | ---------- |
| Краєзнавчий музей міста Славутича і Чорнобильської АЕС | Славутич,        |               |            |

## Ставищенський район
| Назва                           | Місцезнаходження              | Короткий опис | Зображення |
| ------------------------------- | ----------------------------- | ------------- | ---------- |
| Ставищенський краєзнавчий музей | Ставище, Парковий провулок, 3 |               |            |

## Таращанський район
| Назва                          | Місцезнаходження                     | Короткий опис | Зображення |
| ------------------------------ | ------------------------------------ | ------------- | ---------- |
| Таращанський краєзнавчий музей | Тараща, вул. Володимира Великого, 24 |               |            |

## Тетіївський район
| Назва                         | Місцезнаходження             | Короткий опис | Зображення |
| ----------------------------- | ---------------------------- | ------------- | ---------- |
| Тетіївський краєзнавчий музей | Тетіїв, вул. Острозького, 12 |               |            |

## Фастів
| Назва                                   | Місцезнаходження            | Короткий опис | Зображення |
| --------------------------------------- | --------------------------- | ------------- | ---------- |
| Фастівський державний краєзнавчий музей | Фастів, вул. І. Ступака, 8. |               |            |

## Фастівський район
| Назва                                       | Місцезнаходження                         | Короткий опис | Зображення |
| ------------------------------------------- | ---------------------------------------- | --- | ---------- |
| Меморіальний музей композитора Г.К.Стеценка | с. Веприк, вул. Стеценка, 1              | Музей К. Г. Стеценка. В ньому можна послухати записи музики композитора, почути чимало цікавих фактів. |            |
| Боярський краєзнавчий музей                 | м. Боярка, вул. Михайла Грушевського, 49 | Музей налічує понад 8 000 предметів основного і науково-допоміжнього фондів. Серед унікальних речей зберігається: меморіальні речі М. О. Островського, зібрання книг М. Островського «Як гартувалась сталь» мовами народів світу (249 одиниць), документи, фотографії з архіву родини М. Пимоненка, колекція художніх робіт митців району[4]. |            |
| Музей Миколи Пимоненка                      | с. Малютянка, вул. Лісова, 12 а          | Музей академіка живопису, члена Мюнхенського та Паризького товариств художників Миколи Корниловича Пимоненка. Філія Боярського краєзнавчого музею. Відкритий в 1997 році. |            |

## Яготинський район
| Назва                                        | Місцезнаходження               | Короткий опис | Зображення |
| -------------------------------------------- | ------------------------------ | --- | ---------- |
| Яготинський державний історичний музей       | Яготин, вул. Незалежності, 114 | |            |
| Яготинський музей освіти                     | Яготин,                        | Відкрито в 1996 році. Розташований в колишньому приміщенні двоповерхової школи, збудованої в 1913 році. В музеї влаштовано кілька постійно діючих виставок: Яготинська Шевченкініана, виставки українських рушників, виставка українського національного одягу, виставка прикрас із бісеру та інше. |            |
| Археологічний музей «Добраничівська стоянка» | Добраничівка                   | Музей створено в 1997 році на місці розкопок Добраничівської стоянки, які проводила палеолітинна експедиція інституту археології Академії наук УРСР протягом 1953—1973 років. |            |
| Меморіальний музей-садиба Катерини Білокур   | Богданівка                     | Інтер'єр музею відтворений в тому вигляді, яким він був за життя К. Білокур: велика кімната, майстерня художниці, спальня, кухня та інші. Експонується мольберт, саморобні пензлі та палітри зі скла, на яких позасихала фарба, етюдник, натягнуті, загрунтовані полотна.                           |            |
| Краєзнавчий музей імені А. Г. Кравченка      | Сулимівка                      | В найбільшому залі музею розгорнута експозиція про двічі Героя Радянського Союзу Кравченка А. Г. |            |
| Капустинський краєзнавчий музей              | Капустинці                     | Експозиція розповідає про історію поколінь села, бойові і трудові подвиги односельчан. |            |